# Мутарази
Мутарази (шона Mtarazi Falls, англ. Mutarazi Falls) — один из самых высоких водопадов в Африке (2-е место), располагается в провинции Маникаленд в Зимбабве.

## География
Самый высокий водопад Зимбабве. Расположен в северо-восточной части провинции Маникаленд, на востоке Зимбабве, в национальном парке Ньянга, на русле реки Мутарази, которая стекает со склонов Восточного Нагорья страны, вблизи высочайшей вершины Зимбабве — Иньянгани (2592 м). Высота водопада составляет 762 м. Количество каскадов — 2, высота самого высокого водопада — 479 м. Ширина водопада — 15 м. Средний расход воды водопада — 1 м³/с, максимальная — 6 м³/с.